# Mistrals
 (mai 2023).
Si vous disposez d'ouvrages ou d'articles de référence ou si vous connaissez des sites web de qualité traitant du thème abordé ici, merci de compléter l'article en donnant les références utiles à sa vérifiabilité et en les liant à la section « Notes et références ».
Pour les articles homonymes, voir Mistral.
MISTRALS (Mediterranean Integrated STudies at Regional And Local Scales) était un programme de recherche consacré à l'étude du  bassin méditerranéen et de son environnement, dont l'objectif était de « mieux comprendre l'impact des facteurs globaux sur cette région et d'anticiper l'évolution, sur un siècle, de ses conditions d'habitabilité ».
Coordonné par le CNRS-INSU, Mistrals était un programme commun entre l’Ademe, le CEA, l’Ifremer, INRAE, l’IRD et Météo-France. Il est arrivé à son terme en 2020. En son sein, plus de 1000 scientifiques de 23 pays (dont de nombreux pays méditerranéens) ont étudié l’environnement et les changements globaux dans et autour de la mer Méditerranée, et publié plus de 1500 articles scientifiques. A l'occasion de la fin du programme, le CNRS-INSU a publié un livret qui revient sur quelques-unes des découvertes et avancées qu'il a permises.
Le programme était financé par l’ensemble des partenaires.
Mistrals a abordé les grandes questions scientifiques suivantes :  
- Climat, Environnement et Sociétés : les leçons du passé ;
- Cycle de l’eau et évènements extrêmes : points critiques ;
- Pollution et contaminants : voies d’entrée et impacts dans les écosystèmes ;
- Systèmes écologiques et biodiversité : évolutions récentes et impacts des changements globaux ;
- Impacts du changement climatique au 21ème siècle.

Afin de répondre le plus efficacement à ces grandes questions, Mistrals était organisé en six programmes de recherche disciplinaires et deux actions  transverses  focalisées  sur  l’apport  pluridisciplinaire  des recherches pour étudier les impacts des changements globaux sur l’habitabilité du bassin méditerranéen.
- HyMeX : compréhension du cycle de l’eau en Méditerranée
- ChArMEx : bilan actuel et anticipation de l’évolution future de l’environnement atmosphérique du bassin méditerranéen et de ses impacts sur le climat régional, la qualité de l’air et la bio géochimie marine et continentale
- MerMEx : évolutions biogéochimiques qui vont s’opérer au sein de la mer Méditerranée, du fait des changements naturels comme des impacts socio-économiques et sur la manière dont ils vont influer sur les écosystèmes marins et la biodiversité
- SICMED : étude des éco-anthropo-systèmes ruraux et périurbains sous contraintes, des conséquences de la variabilité climatique sur les cycles biogéochimiques et hydrologiques, et sur les mécanismes sociaux, économiques et biotechniques couplés aux cycles, afin d’optimiser les modes de gestion des systèmes
- Paleomex : étude du changement climatique de l’aire méditerranéenne au cours de l’holocène, soit depuis 10 000 ans environ. De façon générale, il s’agit d’appréhender les interactions entre climat, sociétés et civilisations du monde méditerranéen sur cette période
- BioDivMex : constitution d'un réseau transméditerranéen de chercheurs partageant une culture commune et interdisciplinaire pour une nouvelle compréhension du rôle de la biodiversité dans les relations Hommes-Environnement, identification de l’état des connaissances et les verrous pour mieux connaître les spécificités de la biodiversité méditerranéenne

Grâce à la collaboration avec le réseau d’experts internationaux sur les changements climatique et environnemental MedECC, coordonné par deux chercheurs du CNRS, les résultats des recherches de Mistrals sont transformés en concepts  et  données accessibles  aux  décideurs, acteurs  territoriaux  et  gestionnaires  pour  les  aider  à  répondre aux enjeux sociétaux, environnementaux et économiques pour un développement durable des pays et des populations partageant l’aire méditerranéenne.